# Esther McVey
Esther Louise McVey (Liverpool, 24 ottobre 1967) è una politica britannica appartenente al Partito Conservatore.

## Biografia

### Origini, studi e lavoro
McVey, di origine cattolica irlandese, è nata a Liverpool. Ha studiato alla scuola Belvedere, prima di studiare giurisprudenza alla Queen Mary, University of London, poi radio e giornalismo alla City University London (MA). Nel luglio 2009, ha conseguito una laurea in Corporate Governance presso la Liverpool John Moores University e ha anche vinto l'Excellence Award per l'Inghilterra del Nord
Dal 2000 al 2006, McVey è stata direttrice della società di costruzioni della sua famiglia J. G. McVey & Co. con sede a Liverpool (gestita da suo padre), specializzata in demolizione e sdoganamento, bonifica e rigenerazione di terreni.
Proveniente dal mondo dei media (è stata sia presentatrice TV che produttrice).

### Carriera politica
Ha tentato una prima volta di entrare alla Camera dei Comuni presentandosi nel collegio elettorale di Wirral West nel 2005: in quell’occasione è stata però battuta dal laburista Stephen Hesford. Ripresentatasi nello stesso collegio nel 2010 viene eletta battendo il laburista Phil Davies. Viene quindi nominata segretaria del ministro per il lavoro Chris Grayling.

#### Ministra di David Cameron e Theresa May
Nel 2012 diventa Sottosegretaria al Lavoro e alle Pensioni parlamentare: a seguito del rimpasto del governo presieduto da David Cameron, il 7 ottobre 2013 sostituisce Iain Duncan Smith proprio come Ministro per Lavoro e le Pensioni. Alle elezioni del 2015 si presenta sempre nel collegio elettorale di Wirral West, ma questa volta viene battuta dalla laburista Margaret Greenwood. Assume quindi il ruolo di presidente della British Transport Police Authority, dal quale si dimette per partecipare alle elezioni del 2017. Ottiene nuovamente l’accesso alla Camera dei Comuni presentando nel collegio, ritenuto sicuro per i candidati conservatori, di Tatton, dove succede a George Osborne.
La McVey è stata nominata Segretaria di Stato per il Lavoro e le pensioni (Secretary of State for Work and Pensions) nel governo presieduto da Theresa May l’8 gennaio 2018. Ha rassegnato le dimissioni da questa carica il 15 novembre 2018 in dissenso con la bozza di accordo annunciata il giorno precedente dal primo ministro britannico per la fuoriuscita del paese dalla Unione Europea.
Nel maggio 2019 la McVey ha annunciato di volersi candidare per l leadership del Partito conservatore dopo le dimissioni di Theresa May. Più tardi, sempre nello stesso mese, McVey ha lanciato, come parte della sua campagna per la leadership, "Blue Collar Conservatives", un gruppo di pressione all'interno del partito, con parlamentari come Scott Mann, Iain Duncan Smith e il suo partner Philip Davies. McVey ha terminato all'ultimo posto, dopo il primo scrutinio dei candidati alla leadership del Partito Conservatore, ed è stata eliminata.

#### Ministra di Boris Johnson
Dal 24 luglio 2019 al 13 febbraio 2020 è stata Ministra aggiunta per l'edilizia abitativa e la pianificazione nel secondo governo Johnson. Non è stata riconfermata nel rimpasto dopo Brexit.

#### Ministra di Rishi Sunak
Nel novembre 2023 viene nominata ministra senza portafoglio dal primo ministro Rishi Sunak dopo un rimpasto di governo. Sostituisce quindi Gavin Williamson. Rimane in questa posizione fino al luglio 2024, dopo la sconfitta dei conservatori alle elezioni generali. In questa tornata elettorale si candida nuovamente come parlamentare, vincendo il seggio.

## Vita privata
McVey vive a West Kirby, Wirral. Ha avuto relazioni con il produttore della BBC Mal Young e il commentatore politico conservatore Ed Vaizey. Quando era a Londra, ha condiviso un appartamento a Pimlico con il collega conservatore Philip Davies. I due si sono sposati il 19 settembre 2020 con una cerimonia privata.